# باشگاه ورزشی ایده‌آل
باشگاه ورزشی ایده‌آل یک باشگاه ورزشی از مونتسرات است که در بریدز واقع شده است. ایده‌آل بیشتر به خاطر بخش فوتبالش که در مسابقات قهرمانی مونتسرات بازی می‌کند، شناخته شده است. این باشگاه فوتبال در سال ۲۰۰۴ به مقام قهرمانی دست یافت.